# Tomáš Kostka
Tomáš Kostka (Zlín, 27 augustus 1984) is een Tsjechisch autocoureur die anno 2010 in de DTM rijdt.

## Loopbaan
In 2001 reed Kostka in de Formule Ford en de Ford Puma Cup. In 2002 reed hij in de Formule BMW ADAC en het Oostenrijkse Formule 3-kampioenschap. In 2003 ging hij naar de competitievere Recaro F3 Cup. Hij combineerde dit in 2004 met de World Series by Nissan en de Euroseries 3000. Hij bleef in de Formule Renault 3.5 Series voor twee seizoenen, waarin hij slechts 12 punten behaalde. Hierna ging hij in de touring cars racen in Tsjechië, waar hij in een Audi A4 DTM reed, waarmee hij het Sprintkampioenschap 2008 won.
Kostka reed voor A1 Team Tsjechië in de eerste ronde van het A1GP seizoen 2006-2007 op Circuit Park Zandvoort. Hij nam ook deel aan de 24 uur van Le Mans in 2007 in een Ferrari 550-GTS Maranello voor het team Convers MenX Racing, waar hij als 14e finishte.
Zijn optredens in zijn nationale series waren genoeg om gecontracteerd te worden door Colin Kolles om een twee jaar oude Audi A4 te rijden in de DTM in 2009.

## A1GP resultaten
| Jaar    | Inschrijving     | 1          | 2          | 3       | 4       | 5       | 6       | 7       | 8       | 9       | 10      | 11      | 12      | 13      | 14      | 15      | 16      | 17      | 18      | 19      | 20      | 21      | 22      | Rang | Punten |
| ------- | ---------------- | ---------- | ---------- | ------- | ------- | ------- | ------- | ------- | ------- | ------- | ------- | ------- | ------- | ------- | ------- | ------- | ------- | ------- | ------- | ------- | ------- | ------- | ------- | ---- | ------ |
| 2006-07 | A1 Team Tsjechië | NED SPR 17 | NED FEA NF | CZE SPR | CZE FEA | BEI SPR | BEI FEA | MAL SPR | MAL FEA | IND SPR | IND FEA | NZL SPR | NZL FEA | AUS SPR | AUS FEA | RSA SPR | RSA FEA | MEX SPR | MEX FEA | SHA SPR | SHA FEA | GBR SPR | GBR FEA | 12   | 27     |